# Скални пирамиди
Скалните пирамиди са скални образувания, които обикновено се образуват по стръмни склонове, изградени от по-лесно рушащи се скали като пясъчници, туфи и други.
Образуват се при отмиването на горния скален слой и почвения слой. Образуват се от течаща вода, както и при топенето на снега. При изтичането на водата се образуват бразди, по които изтича водата. Тези бразди се наричат ерозионни бразди.
В по-ниските части водата от браздите се обединява в по-големи потоци и дълбае по-дълбоко в скалите. С времето браздите нарастват и скалните части, които не са засегнати от водата остават по-високи. По този начин се образуват скални пирамиди, както и скални игли и други форми. Характерните за скалните пирамиди шапки на върха на пирамидата се получават, защото са изградени от по-здрави скали и остават въпреки въздействието на водата.
Някои от известните скални пирамиди в България са:
- Стобски пирамиди
- Мелнишки пирамиди
- Кърджалийски пирамиди